# Sueška vojna
Sueška vojna, tudi sueška kriza, je bila vojaški spopad, v katerega so bile vpletene britanska, francoska, izraelska in egiptovska vojska. Izvala ga je egiptovska nacionalizacija Sueške družbe leta 1956. Ko so spodleteli vsi poizkusi, da bi ustanovili mednarodni organ za upravljanje prekopa, sta Združeno kraljestvo in Francija sklenila z Izraelom vojaški sporazum, t. i. Sèvreski protokol. Izrael, ki so ga motili vedno pogostejši gverilski napadi iz Egipta, je bil pripravljen napasti Egipt. Vojna se je začela 29. oktobra, ko je Izrael nepričakovano napadel Sinaj in ob tem zavzel del prekopa. Združeno kraljestvo in Francija sta izdala ultimat, s katerim sta zahtevala, naj se Izrael in Egipt umakneta s prekopa. Zahteva je bila zavrnjena. To je pripeljalo do napada britanske in francoske vojske na egiptovska oporišča (operacija Mušketir), čete pa so pristale pri Port Saidu. Zaradi nasprotovanja ZDA in še nekaterih drugih držav ter gospodarskih težav so bile angleško-francoske akcije ustavljene. Angleško-francosko vojsko so kmalu zamenjale mirovne sile OZN. Po sporazumu o razporeditvi posredniških sil OZN na Sinaju in odprtju Tiranske ožine za izraelske ladje se je izraelska vojska marca 1957 umaknila.